# Италија на Светском првенству у атлетици на отвореном 2011.
Италија је на 13. Светском првенству у атлетици на отвореном 2011. одржаном у Тегу од 27. августа до 4. септембра, учествовала тринаести пут, односно учествовала је на свим досадашњим првенствима. Репрезентацију Италије представљало је 30 такмичара (15 мушкараца и 15 жена) који су се такмичили у 21 дисциплини (10 мушких и 11 женских).,. 
На овом првенству Италија је освојила 2 медаље (1 сребрну и 1 бронзану). Овим успехом италијанска атлетска репрезентација у укупном пласману заузела је 23. место по броју освојених медаља. 
У табели успешности (према броју и пласману такмичара који су учествовали у финалним такмичењима (првих 8 такмичара)), а који су бодовани тако да је први освајао 8 бодова, а последњи осми 1 бод, Италија је заузела 17. место са 7 финалиста и 25 бодова.
| Плас. | Земља   | 1. место | 2. место | 3. место | 4. место | 5. место | 6. место | 7. место | 8. место | Бр. финал. | Бод. |
| ----- | ------- | -------- | -------- | -------- | -------- | -------- | -------- | -------- | -------- | ---------- | ---- |
| 17.   | Италија | 0        | 1        | 1        | 0        | 2        | 0        | 1        | 2        | 7          | 25   |

## Учесници
| Мушкарци: - Данијеле Меучи — 5.000 м, 10.000 м - Руђеро Пертиле — Маратон - Емануеле Абате — 110 м препоне - Микаел Туми — 4х100 м - Симоне Колио — 4х100 м - Емануеле Ди Грегорио — 4х100 м - Фабио Ћерути — 4х100 м - Алекс Швацер — ходање 20 км - Ђорђо Рубино — ходање 20 км - Марко де Лука — ходање 50 км - Jean-Jacques Nkouloukidi — ходање 50 км - Силвано Кезани — Скок увис - Фабрицио Донато — Троскок - Фабрицио Скембри — Троскок - Никола Вицони — Бацање кладива | Жене: - Марта Милани — 400 м, 4х400 м - Марциа Каравели — 100 м препоне - Мануела Ђентили — 400 м препоне - Кјара Бацони — 4х400 м - Maria Enrica Spacca — 4х400 м - Либанија Гренот — 4х400 м - Елиза Ригаудо — ходање 20 км - Антонијета ди Мартино — Скок увис - Рафаела Ламера — Скок увис - Ана Ђордано Бруно — Скок мотком - Симона Ла Мантија — Троскок - Кјара Роза — Бацање кугле - Силвија Салис — Бацање кладива - Захра Бани — Бацање копља - Франческа Довери — Седмобој |  |

## Освајачи медаља (2)

### Сребро (1)
- Елиза Ригаудо — Ходање 20 км

### Бронза (1)
- Антонијета Ди Мартино — Скок увис

## Резултати

### Мушкарци
| Атлетичар                                                  | Дисциплина     | Лични рекорд | Квалификације   | Квалификације   | Полуфинале           | Полуфинале   | Финале               | Финале       | Детаљи |
| Атлетичар                                                  | Дисциплина     | Лични рекорд | Резултат        | Место           | Резултат             | Место        | Резултат             | Место        | Детаљи |
| ---------------------------------------------------------- | -------------- | ------------ | --------------- | --------------- | -------------------- | ------------ | -------------------- | ------------ | ------ |
| Данијеле Меучи                                             | 5.000 м        | 13:24,38     | 13:39,90        | 7. у гр. 1      |                      |              | 13:29,11             | 10 / 36 (41) |        |
| Данијеле Меучи                                             | 10.000 м       | 27:44,50     |                 |                 |                      |              | 28:50,28             | 12 / 16 (20) |        |
| Руђеро Пертиле                                             | Маратон        | 2:09:53      | 2:11:57         | 7 / 49 (67)     |                      |              |                      |              |        |
| Микаел Туми Симоне Колио Емануеле Ди Грегорио Фабио Ћерути | 4 х 100 м      | 38,17 НР     | 38,41 КВ, НРС   | 3. у гр. 3      |                      |              | 38,96                | 9 / 18 (23)  |        |
| Алекс Швацер                                               | 20 км ходање   | 1:18:24      |                 |                 |                      |              | 1:21:50 ЛРС          | 5 / 32 (46)  |        |
| Ђорђо Рубино                                               | 20 км ходање   | 1:19:37      | Дисквалификован | Дисквалификован |                      |              |                      |              |        |
| Марко да Лука                                              | 50 км ходање   | 3:46:31      | 3:49:40 ЛРС     | 11 / 24 (45)    |                      |              |                      |              |        |
| Jean-Jacques Nkouloukidi                                   | 50 км ходање   | 3:54:19      | 3:52:35 ЛР      | 15 / 24 (45)    |                      |              |                      |              |        |
| Силвано Чезани                                             | Скок увис      | 2,28         | 2,25            | 9. у гр. Б      |                      |              | Није се квалификовао | 22 / 31 (33) |        |
| Фабрицио Донато                                            | Троскок        | 17,73        | 16,88 кв        | 5. у гр. Б      | 16,77                | 10 / 26 (31) |                      |              |        |
| Фабрицио Скембри                                           | Троскок        | 17,27        | 16,71           | 8. у гр. А      | Није се квалификовао | 14 / 26 (31) |                      |              |        |
| Никола Вицони                                              | Бацање кладива | 80,50        | 76,74 КВ        | 4. у гр. Б      | 77,04                | 8 /27 (29)   |                      |              |        |

### Жене
| Атлетичарка                                                   | Дисциплина     | Лични рекорд | Квалификације | Квалификације | Полуфинале            | Полуфинале            | Финале                | Финале       | Детаљи |
| Атлетичарка                                                   | Дисциплина     | Лични рекорд | Резултат      | Место         | Резултат              | Место                 | Резултат              | Место        | Детаљи |
| ------------------------------------------------------------- | -------------- | ------------ | ------------- | ------------- | --------------------- | --------------------- | --------------------- | ------------ | ------ |
| Марта Милани                                                  | 400 м          | 51,87        | 51,94 КВ, ЛРС | 4. у гр. 1    | 51,86 ЛР              | 4. у гр. 2            | Није се квалификовала | 11 / 33 (37) |        |
| Марција Каравели                                              | 100 м препоне  | 12,85        | 13,29         | 5. у гр. 3    | Нису се квалификовале | Нису се квалификовале | Нису се квалификовале | 26 / 38 (39) |        |
| Мануела Ђентили                                               | 400 м препоне  | 55,78        | 56,71         | 6. у гр. 5    | Нису се квалификовале | Нису се квалификовале | Нису се квалификовале | 25 / 38      |        |
| Кјара Бацони Maria Enrica Spacca Либанија Гренот Марта Милани | 4 х 400 м      | 3:25,71 НР   | 3:26,48 НРС   | 3. у гр. 3    |                       |                       | Нису се квалификовале | 9 / 16 (20)  |        |
| Елиза Ригаудо                                                 | 20 км ходање   | 1:27:12      |               |               |                       |                       | 1:30:44 ЛРС           |              |        |
| Антонијета ди Мартино                                         | Скок увис      | 2,04         | 1,95 КВ       | 1. у гр. Б    |                       |                       | 2,00                  |              |        |
| Рафаела Ламера                                                | Скок увис      | 1,95         | 1,85          | 12. у гр. А   | Нису се квалификовале | 21 / 27 (29)          |                       |              |        |
| Ана Ђордано Бруно                                             | Скок мотком    | 4,60         | 4,40          | 12. у гр. Б   | Нису се квалификовале | 22 / 30 (35)          |                       |              |        |
| Симона ла Мантија                                             | Троскок        | 14,69        | 14,06         | 8. у гр. А    | Нису се квалификовале | 15 / 34               |                       |              |        |
| Кјара Роза                                                    | Бацање кугле   | 19,15        | 18,28         | 5. у гр. Б    | Нису се квалификовале | 12 / 23 (25)          |                       |              |        |
| Силвија Салис                                                 | Бацање кладива | 71,93        | 69,82 кв      | 5. у гр. Б    | 69,88                 | 8 / 29 (30)           |                       |              |        |
| Захра Бани                                                    | Бацање копља   | 62,75        | 58,92         | 6. у гр. Б    | Није се квалификовала | 14 / 27 (28)          |                       |              |        |

#### Седмобој
| Дисциплина    | Франческа Довери | Франческа Довери | Франческа Довери | Франческа Довери | Франческа Довери | Франческа Довери |
| Дисциплина    | Лич. рек.        | Резултат         | Бод.             | Плас.            | Укупно           | Плас.            |
| ------------- | ---------------- | ---------------- | ---------------- | ---------------- | ---------------- | ---------------- |
| 100 м препоне | 13,33            | 13,44 ЛРС        | 1.059            | 10.              | 1.059            | 10.              |
| Скок увис     | 1,79             | 1,71 ЛРС         | 867              | 25.              | 1.926            | 21.              |
| Бацање кугле  | 12,84            | 11,76            | 645              | 24.              | 2.571            | 24.              |
| 200 м         | 24,32            | 25,45            | 846              | 20.              | 3.417            | 22.              |
| Скок удаљ     | 6,29             | 6,09             | 877              | 15.              | 4.294            | 21.              |
| Бацање копља  | 36,28            | 35,09 ЛРС        | 573              | 26.              | 4.867            | 24.              |
| 800 м         | 2:11,55          | 2:13,14          | 919              | 9.               | 5.786            | 21.              |
| Седмобој      | 5.988            |                  |                  |                  | 5.786            | 21 / 24 (28)     |